# Michel Potage
 (mai 2022).
La mise en forme du texte ne suit pas les recommandations de Wikipédia : il faut le « wikifier ».
Les points d'amélioration suivants sont les cas les plus fréquents :
- Les titres sont pré-formatés par le logiciel. Ils ne sont ni en capitales, ni en gras.
- Le texte ne doit pas être écrit en capitales (les noms de famille non plus), ni en gras, ni en italique, ni en « petit »…
- Le gras n'est utilisé que pour surligner le titre de l'article dans l'introduction, une seule fois.
- L'italique est rarement utilisé : mots en langue étrangère, titres d'œuvres, noms de bateaux, etc.
- Les citations ne sont pas en italique mais en corps de texte normal. Elles sont entourées par des guillemets français : « et ».
- Les listes à puces sont à éviter, des paragraphes rédigés étant largement préférés. Les tableaux sont à réserver à la présentation de données structurées (résultats, etc.).
- Les appels de note de bas de page (petits chiffres en exposant, introduits par l'outil «  Source ») sont à placer entre la fin de phrase et le point final[comme ça].
- Les liens internes (vers d'autres articles de Wikipédia) sont à choisir avec parcimonie. Créez des liens vers des articles approfondissant le sujet. Les termes génériques sans rapport avec le sujet sont à éviter, ainsi que les répétitions de liens vers un même terme.
- Les liens externes sont à placer uniquement dans une section « Liens externes », à la fin de l'article. Ces liens sont à choisir avec parcimonie suivant les règles définies. Si un lien sert de source à l'article, son insertion dans le texte est à faire par les notes de bas de page.
- La présentation des références doit suivre les conventions bibliographiques. Il est recommandé d'utiliser les modèles {{Ouvrage}}, {{Chapitre}}, {{Article}}, {{Lien web}} et/ou {{Bibliographie}}. Le mode d'édition visuel peut mettre en forme automatiquement les références.
- Insérer une infobox (cadre d'informations à droite) n'est pas obligatoire pour parachever la mise en page.

Pour une aide détaillée, merci de consulter Aide:Wikification.
Si vous pensez que ces points ont été résolus, vous pouvez retirer ce bandeau et améliorer la mise en forme d'un autre article.
 (mai 2022).
Michel Potage est un peintre français né le 11 juin 1949 à Sens et mort le 27 décembre 2020 dans la même ville ,,. Il laisse une œuvre abstraite complexe, marquée par ses voyages et une vie tourmentée.

## Biographie
Michel Potage est né en 1949. Après plusieurs expériences dans le théâtre comme metteur en scène et dans la musique, il commence à peindre «malgré lui» car la peinture est un travail de solitaire qui lui correspond mieux. Il conçoit la peinture comme un affrontement avec l'impossible.
En 1978, il décide de partir en Australie pour «peindre le rêve» que vivent les Aborigènes. À la suite de ce premier voyage initiatique, il peint plusieurs séries de tableaux sur des thèmes allant des lettres que s'écrivaient Vincent Van Gogh et son frère, jusqu'à des natures mortes.
La plupart de ses séries concernent des peuples avec d'abord les Aborigènes d'Australie (1979), puis les tziganes (1988) et enfin les Inuits (1989) du grand Nord Canadien. Il se considère influencé par le peintre britannique Francis Bacon. Son travail est encore aujourd'hui sous-estimé tant il est expressif d'un point de vue poétique.

## Expositions
Voici une liste non exhaustive des expositions dans lesquelles ont été présentées des toiles de Michel Potage.

### Expositions personnelles

#### Années 1970
- 1974 : « Bouts de miroirs », Galerie Chambelland, Paris.
- 1975 :
  - « Objets ligaturés », Galerie Le Creuset, Reims.
  - « Junta », Galleri Aix AB, Stockholm,
- 1976 : « Pièges de sable », Galerie Sin Paora, Paris.
- 1978 : « Façades », Galerie Sin Paora, Paris.

#### Années 1980
- 1981 :« Climbers », Galleri Viktoria, Göteborg,.
- 1982 : « Le rire dans le désert », Galerie J & J Donguy, Paris.
- 1983 : « Le cri dans la ville, 1978 - 1983 », rétrospective, Sens.
- 1985 : « De Vincent à Théo », Galerie l'Aire du Verseau, Paris.
- 1986 :« Maisons », Galerie l'Aire du Verseau, Paris.
- 1987 : « Letters of painting », Galleri Axelsson, Göteborg.
- 1988 : « Changement de décor », La Menuiserie, Guigon, Paris.
- 1989 :
  - « Les Lunettes », Galerie Art 29, Foire internationale de Nice.
  - « Tziganes et Maisons 1984 - 1989 », La Tour des Cardinaux, L'Ile sur la Sorgue.
  - « Les Lunettes », Galerie Gary, Foire de Nice.
  - « Tziganes », Galerie J & J Donguy, Paris.

#### Années 1990
- 1990 : « Inuits », Galerie Lacourière-Frélaut, Paris.
- 1991 : 
  - « Novaïa Zemlia », Galerie Dona Levy, Paris.
  - « Les clignotements du visible », Galerie Michel Allongue, Fayence.
- 1992 :
  - « Parcours 1981 – 1991 », Galerie Henry Bussière, Paris.
  - « Les Chaises », Galerie Henry Bussière, Découvertes, Paris.
- 1993 : 
  - « Peintures et sculptures », La Menuiserie, Guigon, Paris.
  - « Paysages d'intérieurs indéterminés », Galerie Antoine de Galbert, Grenoble.
  - « Mon œil », travaux récents, Galerie 15, Paris.
- 1995 : « Exhibition 1978 - 1985 », Galerie Thierry Spira, Paris.
- 1996 : 
  - « Greenyard Pieces », Grands formats, Espace Paul Ricard, Paris.
  - « Greenyard Pieces », Galerie Henry Bussière, Paris.
- 1997 : 
  - « Greenyard Pieces », Galerie Daniel Duchoze, Rouen.
  - « Paradise Line », Galerie Guigon, Paris.
- 1998 : « De Façades à Paradise Line, Vingt ans de peinture », Galerie Guigon, Paris.

#### Années 2000
- 2000 : « Entre chien et loup », Galerie Guigon, Paris.
- 2001 : 
  - « Natures mortes en hommage à Paul Rebeyrolle », Galerie S. Tarasiève, Barbizon.
  - « Choix d'œuvres de 1976 à 2001 », Palais Synodal, Musée de Sens.
- 2003 : « Fleurs de guerre », Galerie Lélia Mordoch, Paris[9].
- 2007 : « L’Atelier », Galerie Lélia Mordoch, Paris[10].

### Expositions collectives

#### Années 1970
- 1974 : « Jeune Peinture », Paris.
- 1975 : « Salon de Mai », Paris.

#### Années 1980
- 1985 : « Droits de l'homme », Centre Georges Pompidou MNAM, Paris.

#### Années 1990
- 1997 :
  - « St’art », Gillet / Potage, Galerie Henry Bussière, Strasbourg.
  - Galerie Guigon, Paris.

- 1998 : Galerie Guigon, Paris.
- 1999 : Galerie Guigon, Paris.

#### Années 2000
- 2000 : 
  - « Art Paris », Galerie Suzanne Tarasiève, Paris.
  - « Propos d’artistes IV », Fondation Coprim, Paris, Le Mans, Toulon.

- 2001 : « De la couleur », Musée de Troyes.
- 2004 : « Art Paris », Galerie Protée, Paris.
- 2005 : « Art Paris », Galerie Protée, Paris.

## Collections publiques
- Fonds National d'Art Contemporain, Paris.
- Musée de Peinture, Grenoble.
- Fonds Municipal d'Art Contemporain, Paris.
- Centre d'Art Contemporain, Saint Rémy de Provence.
- Cotton Museum – Augusta – Georgia – Etats-Unis[2]
- CEREP, Sens, France[2]
- Musée de Sens, Sens, France[2]